# Zierow
Zierow ist eine Gemeinde im Norden des Landkreises Nordwestmecklenburg in Mecklenburg-Vorpommern (Deutschland). Die Gemeinde wird vom Amt Klützer Winkel mit Sitz in der Stadt Klütz verwaltet.
Seit dem 11. Juli 2015 ist das Urlaubsziel Zierow staatlich anerkannter Erholungsort.
Die erste urkundliche Erwähnung Zierows erfolgte im 13. Jahrhundert. Von einer vorherigen Besiedlung ist nach archäologischen Funden Mitte des 19. Jahrhunderts auszugehen.

## Geografie
Das Gemeindegebiet Zierows grenzt an die Hansestadt Wismar und liegt an der Wismarer Bucht, gegenüber den Inseln Poel und Walfisch. Die Gemeinde hat einen etwa zwei Kilometer langen Ostseeküstenabschnitt an der Eggers Wiek.
Umgeben wird Zierow von den Nachbargemeinden Insel Poel (Seegrenze) im Norden, Wismar (teilweise Seegrenze) im Osten, Gägelow im Süden sowie Hohenkirchen im Westen.

## Geschichte

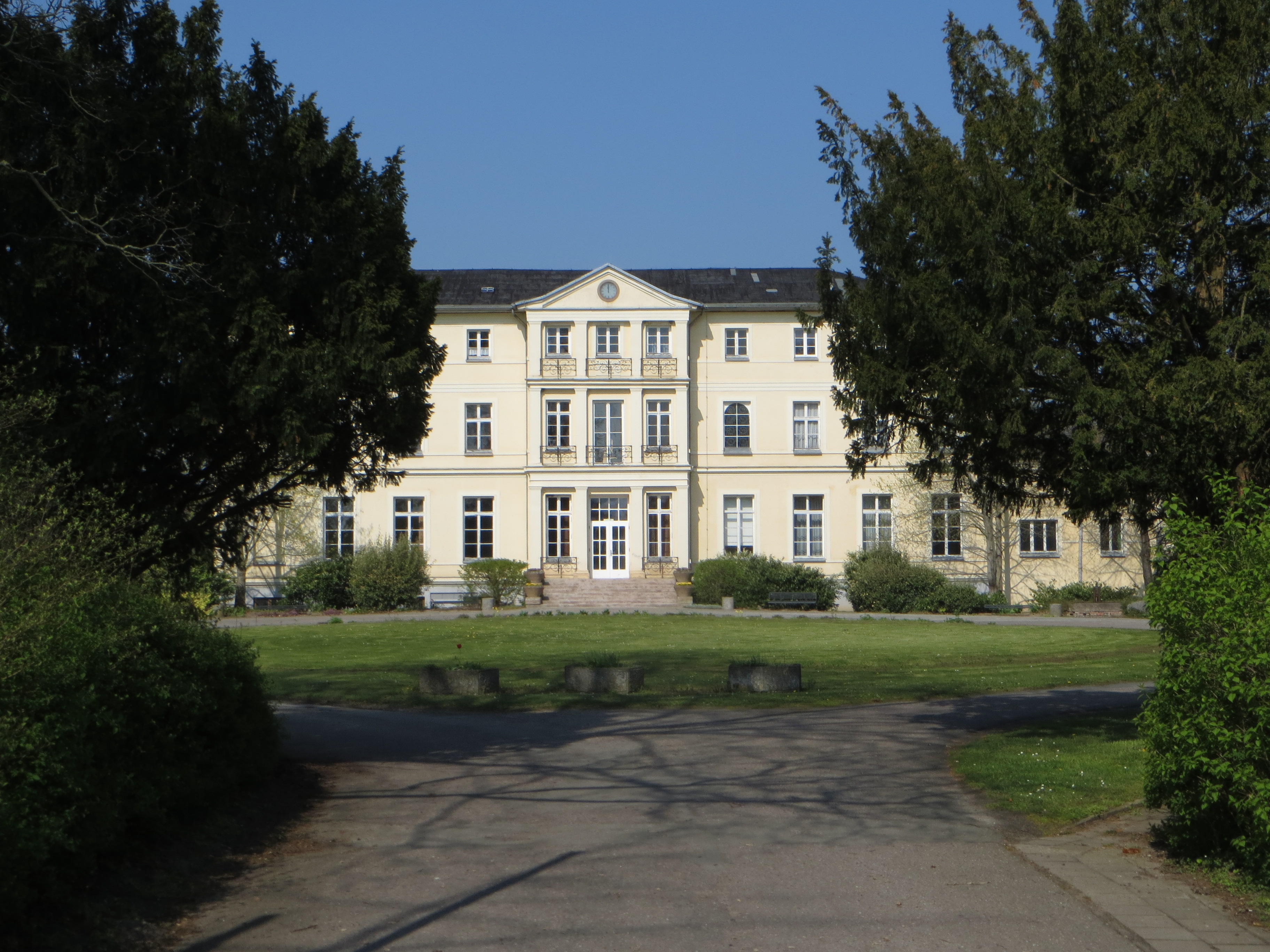
Berufsschule Herrenhaus Zierow (2014)

Die Gemeinde besteht heute aus den Ortsteilen Eggerstorf, Fliemstorf, Landstorf, Wisch und Zierow. Einst war Zierow ein zentraler Gutsort, als Sitz eines Grundbesitzers mit Eigentum weiterer Güter. Die letzten Gutsherren stellte die Familie (von) Biel. Ursprünglich aus Hamburg stammend wurde sie 1791 in Wien in den erblichen Reichsadelsstand erhoben und hat dann Besitzungen in Mecklenburg erworben. Diese Nobilitierung wurde 1800 in Mecklenburg-Schwerin und in Preußen 1864, geknüpft an Bedingungen und bestimmte Lehngüter, anerkannt und bestätigt. Einer dieser Auflagen war die hundertjährige Angesessenheit und das Titelrecht der Erstgeburt. Nur das älteste Familienmitglied trug den Freiherrentitel, die Freiherrenwürde. Die Gutsherren beschäftigten sich mit Gartenkunde, sogar der Dendrologie und natürlich standesgemäß mit Pferdezucht, mit Anerkennung bis ins Ausland. Ein Baron von Biel-Zierow finden wir dann nachfolgend auch bald im Deutschen Reichstag um 1887. Eigentümer von Zierow, Weitendorf und Wisch, einem Fideikommiss, war danach der Ehrenritter des Johanniterordens Karl von Biel (1873–1943). Sein Erbe Heinrich von Biel (1898–1958), war dann der letzte Gutsherr auf Zierow. Vor der großen Wirtschaftskrise 1929/1930 umfassten das Gut Zierow konkret 613 ha, davon 88 ha Pachtland. Es wurde eine große Schafsviehwirtschaft betrieben. Die dazugehörigen Güter Wisch mit 52 ha sowie Weitendorf mit 315 ha waren selbst verpachtet. Weitere größere landwirtschaftliche Betriebe über 20 ha führt das damals letztmalige publizierte Landwirtschaftliche Adressbuch für Mecklenburg nicht aus.
Heute bildet das Gutshaus den historischen Kern inmitten des Ortes.

## Wirtschaft und Infrastruktur

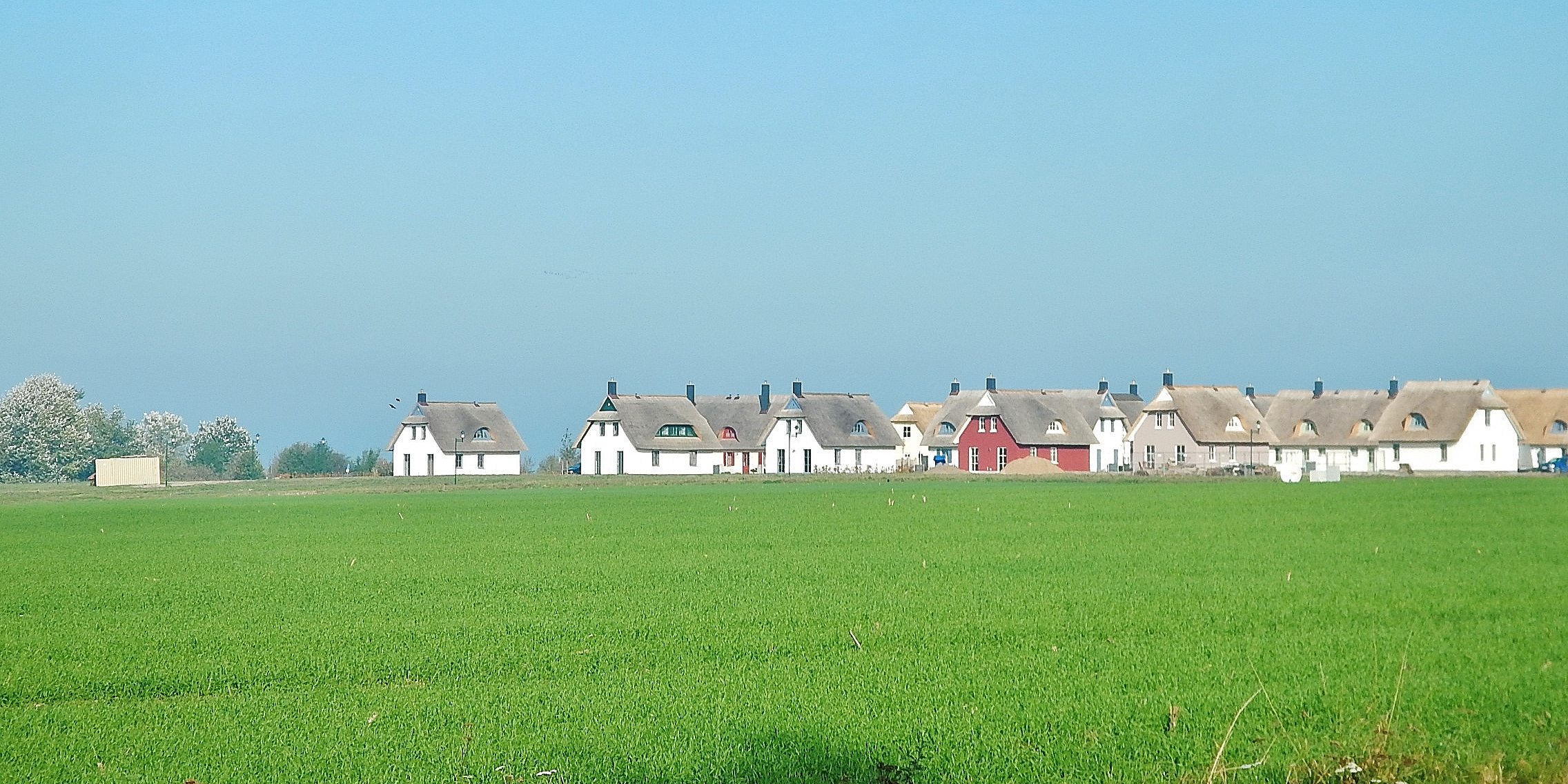
Ferienhäuser mit Reetdächern an der Wismarbucht (2014)

In der Gemeinde spielt der Tourismus eine bedeutende Rolle. Es gibt einen großen Campingferienpark, zwei Hotels sowie viele Ferienhäuser.
Das Gutshaus in Zierow beherbergt heute eine Berufsschule. Der Bau samt Landschaftspark wurde durch Gottlieb von Biel bis 1824 im klassizistischen Stil errichtet.

## Politik

### Gemeindevertretung und Bürgermeister
Der Gemeinderat besteht (inkl. Bürgermeister) aus 7 Mitgliedern. Die Wahl zum Gemeinderat am 26. Mai 2019 hatte folgende Ergebnisse:
| Partei/Bewerber                         | Prozent | Sitze |
| --------------------------------------- | ------- | ----- |
| Wählergemeinschaft Aktive Bürger Zierow | 77,58   | 6     |
| Einzelbewerberin Bork                   | 17,81   | 1     |

Bürgermeister der Gemeinde war Franz-Josef Boge, er wurde mit 66,88 % der Stimmen gewählt.

### Wappen
| Wappen von Zierow | Blasonierung: „In Blau über silbernem Wellenschildfuß, darin fünf (3:2) grüne Lindenblätter, ein springendes goldenes Pferd, begleitet im linken Obereck von einer sechsblättrigen silbernen Blüte mit sechzehnblättrigem Innenkranz.“ |
| Wappen von Zierow | Wappenbegründung: In dem Wappen soll das Pferd die Pferdezucht- und Pferdesporttradition in der Gemeinde symbolisieren. Die Blüte steht für eine seltene Wildpflanze, den Nickenden Milchstern, um deren Erhalt und Schutz sich die Einwohner bemühen. Mit dem Wellenschildfuß soll die Lage der Gemeinde an der Ostsee verdeutlicht werden. Die Lindenblätter repräsentieren nach dem Gestaltungsgrundsatz des pars pro toto die auf das Schloss zuführende und das Ortsbild mitprägende Kopflindenallee. Von der Anzahl her verweisen die Blätter auf die fünf Ortsteile. Das Wappen und die Flagge wurde von dem Weimarer Heraldiker Michael Zapfe gestaltet. Es wurde zusammen mit der Flagge am 5. Januar 1998 durch das Ministerium des Innern genehmigt und unter der Nr. 146 der Wappenrolle des Landes Mecklenburg-Vorpommern registriert. |

### Flagge
Die Flagge ist quer zur Längsachse des Flaggentuchs von Blau, Gelb und Blau gestreift. Die blauen Streifen nehmen je ein Fünftel, der gelbe Streifen nimmt drei Fünftel der Länge des Flaggentuchs ein. In der Mitte des gelben Streifens liegt das Gemeindewappen, das drei Fünftel der Höhe des Flaggentuchs einnimmt. Die Länge des Flaggentuchs verhält sich zur Höhe wie 5:3.

### Dienstsiegel
Das Dienstsiegel zeigt das Gemeindewappen mit der Umschrift „GEMEINDE ZIEROW • LANDKREIS NORDWESTMECKLENBURG“.

## Verkehrsanbindung
Die Anschlussstelle Wismar-Mitte (Bundesautobahn 20) liegt etwa zehn Kilometer von Zierow entfernt, die Nachbargemeinde Gägelow liegt an der B 105 und B 106. Im angrenzenden Wismar befindet sich der nächste Bahnhof.